# Apistogramma alacrina
Apistogramma alacrina és una espècie de peix de la família dels cíclids i de l'ordre dels cipriniformes que es troba a Sud-amèrica: Colòmbia.